# Melvin Valladares
Melvin Yovany Valladares Castillo (ur. 14 lipca 1984 w Tegucigalpie) – piłkarz honduraski grający na pozycji bocznego pomocnika.

## Kariera klubowa
Valladares jest wychowankiem klubu Municipal Valencia wywodzącego się ze stolicy kraju, Tegucigalpy. W sezonie 2003/2004 wygrał z Municipalem rozgrywki Liga Nacional de Ascenso de Honduras, czyli drugiej ligi Hondurasu.
W 2006 roku Valladares został zawodnikiem innego stołecznego klubu, Real España z miasta San Pedro Sula. Wiosną 2007 roku wywalczył z nim mistrzostwo fazy Clausura. W sezonie 2007/2008 został wicemistrzem fazy Apertura, podobnie jak w sezonie 2008/2009. Latem 2010 przeszedł do meksykańskiego drugoligowca, Guerreros FC.

## Kariera reprezentacyjna
W reprezentacji Hondurasu Valladares zadebiutował w 2007 roku. W 2009 roku był członkiem reprezentacji na Złoty Puchar CONCACAF 2009, na którym strzelił jednego gola. Jesienią 2009 wywalczył z Hondurasem awans do Mistrzostw Świata w RPA.